# Маруаниди
Маруанидите са кюрдска династия, управлявала областта Диарбекир (днешна югоизточна Турция) от 983 до 1085 г. Основател на династията е Бад ибн Дустак – обикновен пастир, превърнал се в разбойник, а по-късно в пълководец, който се възползва от политическия вакуум в региона в началото на 80-те години на X век, за да превземе град Арчеш, а по-късно и Маяфарикин. Възползвайки се от разгрома на господарите на Мосул – Хамданидите, от византийците и Буидите, и от размириците във Византийската империя, Бад разширява значително своя емират с Манцикерт, Ахлат и други градове на север и запад от езерото Ван, но загива през 990 г. при поредния си опит да овладее Мосул. При наследниците му (тримата синове на сестрата на Бад и съпруга ѝ Маруан) териториите на емирата се свиват значително под напора на Давид от Тао и на новите господари на Мосул – Укайлидите. Емиратът достига най-голям икономически и политически разцвет при продължителното управление на Ибн Маруан (1011-1061 г.), благодарение на търговията между Ирак, Сирия и Кавказ и на умелото лавиране на емира между по-силните съседи. В последните си години Ибн Маруан признава върховенството на селджукския султан. Следващите Маруаниди губят благоразположението на селджуките и емиратът им е унищожен.